# Ameles syriensis
Ameles syriensis  (лат.) — вид богомолов из семейства Mantidae. Распространены в восточном Средиземноморье: в Иордании, Сирии и Турции. На территории Иордании встречаются на травянистых растениях семейства астровых — полыни Artemisia inculata, васильке Centaurea iberica, бодяке Cirsium alatum, колючнике Carlina tenuis и Varthemia iphionoides.